# Епархия Хамхына
 Епархия Хамхына (лат. Dioecesis Hameungensis) — епархия Римско-Католической церкви с центром в городе Хамхын, КНДР. Епархия Хамхына входит в митрополию Сеула. В настоящее время кафедра епархии Хамхына является вакантной.

## История
5 августа 1920 года Римский папа Бенедикт XV выпустил бреве Concreditum Nobis, которой учредил апостольский викариат Вонсана, выделив его из апостольского викариата Сеула (сегодня — Архиепархия Сеула).
В 1928 году апостольский викариат Вонсана передал часть своей территории для возведения миссии Sui iuris Илана (сегодня — Апостольская префектура Цзямусы) и апостольской префектуре Яньцзи (сегодня — Епархия Яньцзи).
12 января 1940 года Римский папа Пий XII выпустил буллу Libenter Romanus Pontifex, которой переименовал апостольский викариат Вонсана в апостольский викариат Канко. В этот же день апостольский викариат Канко передал часть своей территории для возведения территориального аббатства Токвона.
12 июля 1950 года апостольский викариат Канко был переименован в апостольский викариат Хамхына.
10 марта 1962 года Римский папа Иоанн XXIII издал буллу Fertile Evangelii semen, которой преобразовал апостольский викариат Хамхына в епархию.
С 1940 года епархия Хамхына из-за политических причин является вакантной и управляется апостольским администратором из Южной Кореи (преимущественно архиепископом Сеула).

## Ординарии епархии
- епископ Бонифаций Зауэр (25.08.1920 — 7.02.1950) — с 1940 года являлся апостольским администратором; август 1920 — 7 февраля 1950);
- епископ Timotheus (Franz Xaver) Bitterli (1952 — 22.05.1981) — апостольский администратор;
- епископ Placidus Ri Tong-ho (22.05.1981 — 21.11.2005) — апостольский администратор;
- епископ John of the Cross Chang Yik (21.11.2005 — по настоящее время) — апостольский администратор.

## Источник
- Annuario Pontificio, Libreria Editrice Vaticana, Città del Vaticano, 2003, ISBN 88-209-7422-3
- Булла Concreditum Nobis, AAS 12 (1920), стр. 563  (лат.)
- Булла Libenter Romanus Pontifex, AAS 32 (1940), стр. 343  (лат.)
- Булла Fertile Evangelii semen, AAS 54 (1962), стр. 552  (лат.)